# Maria João Ganga
Pour les articles homonymes, voir Ganga.
Maria João Ganga est une réalisatrice de cinéma angolaise.

## Biographie
Maria João Ganga est née à Huambo, une ville du centre de l'Angola, elle fait des études de cinéma à Paris à l'ESEC. Elle travaille ensuite comme assistante réalisatrice sur plusieurs documentaires, elle participe ainsi en 1997 au tournage du documentaire Rostov-Luanda d'Abderrahmane Sissako. Elle écrit et met en scène plusieurs pièces et dirige une troupe de théâtre pour enfant.  En 2004, deux ans après la fin de la guerre civile en l'Angola pendant 27 ans, Maria João Ganga est la première femme à réaliser un film de long métrage dans le pays:  Attends, la ville sera vide (Na Cidade Vazia).

## Filmographie
- 2004 : Attends, la ville sera vide (Na Cidade Vazia)  Long Métrage - 90 min - Prix du Public, Festival de Milan 2004 - Prix du jury, Festival du Films de Paris, Prix du jury Graine de Cinéphage Festival des films de femmes de Créteil Avec : Roldan Joao, D. Fernandes Fonseca, Raul Rosario, Julia Botelho, Ana Burstoff[5]